# 技术传播者
技术传播者（英文： technology evangelist）是指在网络效应下的市场，一个人试图为一个特定技术建立其群聚效应者的支持，为了让这一技术成为行业技术标准。 詞語「傳播」取自宗教傳教的背景，因為它與分享特定概念的資訊，希望他人採納的行為相似。這通常用於展示技術的潛在應用和好處來幫助他人理解如何運用該技術。
专业技术传播者常常受雇于公司，它们创建自主专有技术作为業界標準，或者参与制定非专有开源标准。非专业技术传播者可能出于利他主义或者自我兴趣而去传播（例如：去赢得早期用户者或网络效应的好处）。"技术传播者"是由麦金塔电脑部门的Mike Murray提出的。 不带有宗教内涵的同样术语叫做「技术倡导者」（technology advocate）。

## 知名技术传播者
在商业领域里知名技术传播者包括：文頓·瑟夫（google）、盖伊·川崎、史蒂夫·乔布斯（Apple）、Don Box、Alex St. John、Dan Martin MasterCard，以及罗伯特·斯考伯 （原先在微软）。法庭记录 揭示当Jim Plamondon创建Microsoft Windows作为PC操作系统的行业标准时，他是主要理论家，战略家，技术传播者的实践家。

## 参照
1. ↑  Frederic Lucas-Conwell.  (PDF). Growth Resources, Inc. December 4, 2006  [22 May 2012]. （原始内容 (PDF)存档于2013-07-22）.
2. ↑  Guy Kawasaki, The Macintosh Way, p2.
3. ↑  Plaintiff's Exhibit 3096 （页面存档备份，存于）, Comes vs. Microsoft,2007.
4. ↑  Plaintiff's Exhibit 2456 （页面存档备份，存于）, Comes vs. Microsoft, 2007.

## 补充阅读
- 杰弗里·摩尔(Geoffrey A. Moore) 所著《跨越鴻溝：顛覆性產品行銷指南》
- SPIN Selling by Neil Rackham
- Rules for Revolutionaries by Guy Kawasaki
- The Macintosh Way by Guy Kawasaki